# Halchidhoma Indijanci
Halchidhoma (Alchedoma), pleme Yuman Indijanaca locirano kroz povijest na raznim mjestima uz rijeku Colorado, osobito blizu ušća Gile u Kaliforniji i Arizoni. Halchidhoma su imali kulturu tipičnu za kraj uz rijeku Colorado, bili su sjedilački ratari i lovci. Rana populacija iznosila je oko 3,000 (1680.). Prvi puta otkrio ih je Alarcón (1540.). Ońate ih 1604./5. nalazi u osam sela kod ušća Gile u Colorado. Otac Eusibio Kino posjetio ih je 1701./2. isto u blizini rijeke Gile. U to vrijeme ima ih oko 1,500 u Arizoni i isto toliko u Kaliforniji. U drugoj polovici 18. stoljeća njihova sela (1776) nalaze se na obje obale Colorada, no broj im je već, prema Kroeberu (1770), spao na oko 1,000. Nakon svega negdje u 19. stoljeću oni se zajedno sa srodnim Kohuanama, udružuju s mnogo brojnijim Maricopama, ali stradavaju u ratovima s drugim plemenima Yuma. Vjeruje se da ih je 1800. bilo oko 1,000, no nakon sjedinjavanja s Maricopama i Kohuanama više se ne broje zasebno. Od njihovih sela Swanton navodi Asumpción, kolektivni naziv za nekoliko sela na ili blizu Colorado Rivera; Lagrimas de San Pedro; San Antonio; i Santa Coleta. Ovaj posljednji naziv također označava grupu sela u istoj regiji. 
Potomci Kamia i Halchidhoma danas žive pod kolektivnim imenom Maricopa u Arizoni na rezervatima Gila River i Salt River. Halchidhoma obitelji danas s Maricopama žive u Lehiju na rezervatu Salt River, a ostali u Laveenu.

## Vanjske poveznice
- Halchidhoma  Arhivirana inačica izvorne stranice od 16. lipnja 2006. (Wayback Machine)
- Alchedoma Indian Tribe History